# Joossesweg
Joossesweg is een bungalowwijk in de gemeente Veere (Zeeland).
Deze buurt bestaat uit vele vakantiewoningen, enkele campings en een hotel, met dus weinig vaste bewoning. Het is gelegen tussen de Westkappelse Kreek met aangelegen bos aan de noordzijde, de duinen aan de westzijde, de De Bucksweg aan de zuidzijde en de N288 aan de oostzijde. De wijk bestaat uit een directe weg van de N288 naar het strand en een langere weg met enkele afsplitsingen richting de De Bucksweg, allen genaamd Joossesweg.
De naam Joossesweg komt van een familie Joosse die op deze plek van omstreeks 1750 tot aan de inundatie in 1944 gewoond heeft.
Steden: Domburg · Veere · Westkapelle

Dorpen: Aagtekerke · Biggekerke · Dishoek · Gapinge · Grijpskerke · Koudekerke · Meliskerke · Oostkapelle · Serooskerke · Vrouwenpolder · Zoutelande

Buurtschappen: Boudewijnskerke · Buttinge · Groot Valkenisse · Hoogelande · Krommenhoeke · Mariekerke · Molembaix · Molenperk · Pitteperk · Poppendamme · Schellach (deels) · Sint-Jan ten Heere · Sint Janskerke

(Voormalige) gehuchten: Geldtienden · Klein Valkenisse · Poppekerke · Rijnsburg · Snabbeldorp · Werendijke · Woitkensdorp · Zanddijk

Zeeland: Steden en dorpen in Zeeland      Nederland: Provincies · Gemeenten